# 小高町
小高町（おだかまち）は、福島県相馬郡に存在した町である。2006年（平成18年）に原町市および相馬郡鹿島町と合併し南相馬市となった。旧小高町は地域自治区の「小高区」となった。1954年（昭和29年）以前の町域は、現在の小高区北東部にあたり、南相馬市の広報等では「（小高区）中部地区」と表記されることがある。

## 地理
太平洋に面した町で、阿武隈高地を町の西端とし、小高川が町を横切り太平洋に注ぐ。小高川の中流部に小高城址があり、周辺に町役場や駅、2つの実業高校などが集中する。
気象は東日本型の海洋性気候で寒暖の差は比較的少なく、最高気温27.9度、最低気温-3.1度、年平均12.3度と温暖な気候に恵まれている。年間降水量は1,320mm。
相馬郡の南端にあり、原町市など相馬氏に縁のある町と交流が深い。
- 山：八丈石山、懸の森（町最高峰）…（ともに阿武隈高地）
- 河川：小高川、宮田川…（ともに2級河川）

## 歴史
戦国時代まで相馬氏の本拠地だった小高城（別名 : 浮舟城）があった。明治以降は絹織物の生産地として栄えた。
- 1889年（明治22年） - 町村制施行により、行方郡小高村が成立。
- 1896年（明治29年） - 行方郡が宇多郡と合併し、相馬郡となる。
- 1898年（明治31年）1月19日 - 町制施行により小高町となる。
- 1954年（昭和29年）3月31日 - 小高町・福浦村・金房村が合併し、改めて小高町となる[1]。
- 2006年（平成18年）1月1日 - 原町市・鹿島町と合併し、南相馬市となる[2]。

## 教育
高等学校
- 福島県立小高商業高等学校 - 平成29年3月31日閉校
- 福島県立小高工業高等学校 - 平成29年3月31日閉校

中学校
- 小高町立小高中学校

小学校
- 小高町立小高小学校
- 小高町立金房小学校
- 小高町立鳩原小学校
- 小高町立福浦小学校

## 交通

### 空港
仙台空港が比較的利用しやすい。福島県内では福島空港もある。

### 鉄道路線
- 東日本旅客鉄道（JR東日本）
  - 常磐線：小高駅 - 桃内駅
- 町の中心駅:小高駅
  - 東日本大震災発生以前は一部の特急「スーパーひたち」が停車していたが、常磐線全線再開時に特急の停車駅から外れた。

### 道路
- 一般国道
  - 国道6号

## 主な出身者
- 橘麻紀（女優）
- 今井正人（陸上競技選手）

## その他
- 相馬野馬追 - 野馬懸、火の祭
- 大悲山の石仏 - 「薬師堂石仏（附:阿弥陀堂石仏）」「観音堂石仏」の名称で国の史跡に指定。
- 小高城址（相馬小高神社）
- 小高村上海水浴場
- ラーメン…小高町のラーメンは全国的にはあまり知られていないが、昼を中心に大勢のラーメンファンが訪れている。
  - 双葉食堂
  - 山川食堂
  - 亀井食堂
  - まんてん食堂
  - 丸幸食堂